# Iglesia de San Cristóbal (Derio)
La iglesia de San Cristóbal es un edificio situado en la localidad española de Derio, en la provincia de Vizcaya.

## Descripción
El edificio se encuentra en la localidad española de Derio, perteneciente a la provincia de Vizcaya, en la comunidad autónoma del País Vasco. Se menciona como iglesia parroquial del lugar en el séptimo volumen del Diccionario geográfico-estadístico-histórico de España y sus posesiones de Ultramar de Pascual Madoz, donde aparece descrita con las siguientes palabras:

igl. parr. (San Cristóbal) comun á las dos parcialidades patrona é infanzona en que se divide la pobl., y servida por 2 beneficiados de presentacion del rey
(Madoz, 1847, p. 378)